# Roman Olszewski
Roman Olszewski (ur. 19 sierpnia 1967 w Gniewie) – polski koszykarz, występujący na pozycji środkowego, reprezentant kraju. Obecnie jest prezesem Polpharmy Starogard Gdański.
Zaczął uprawiać koszykówkę za namową ojca. Wcześniej, jeszcze w szkole średniej grywał w siatkówkę. Dwukrotnie plasował się na trzecim miejscu wśród najlepszych strzelców ligi (1993 - 25 pkt., 1994 - 21,9 pkt.) oraz raz na czwartym (1992 - 22,1 pkt.). Jego rekord punktowy w meczu ligowym to 49 punktów (1993). Podczas rozgrywek 1995/96 nabawił się kontuzji, która wyeliminowała go z gry na 8 miesięcy. Po kontuzji powrócił do uprawiania sportu, ale już w niższych klasach rozgrywkowych. W sezonie 2004/2005 był zarówno zawodnikiem, jak i trenerem II ligowego klubu SKS II Starogard Gdański. Do najwyższej klasy rozgrywkowej powrócił (PLK) jeszcze w sezonie 2005/2006. Jednak po rozegraniu 5 spotkań zakończył występy oraz definitywnie swoją karierę zawodniczą. W 2008 został drugim trenerem Polpharmy Starogard Gdański, występującej w PLK. We wrześniu 2008 brał udział w spotkaniu Trenerzy vs. Politycy.

## Osiągnięcia
Drużynowe
- Wicemistrz Polski (1993, 1994)
- Brązowy medalista mistrzostw Polski (1989, 1990, 1995)
- Zdobywca pucharu Polski (1990, 1995, 1996)
- Finalista pucharu Polski (2006)
- Awans do I ligi z Weltinex Bydgoszcz (1991) oraz Treflem Sopot (1997)
- Uczestnik rozgrywek Pucharu Europy (1994 – III runda, 1995 – ćwierćfinał, 1996 – ćwierćfinał)

Indywidualne
- Zaliczony do I składu najlepszych zawodników polskiej ligi (1993, 1994)
- Trzeci strzelec ligi (1993 - 25 pkt/m, 1994 - 21.9 pkt/m)
- Uczestnik meczu gwiazd Polskiej Ligi (1994, 1995)